# Forum urbain de Moscou
Pour les articles homonymes, voir MUF.

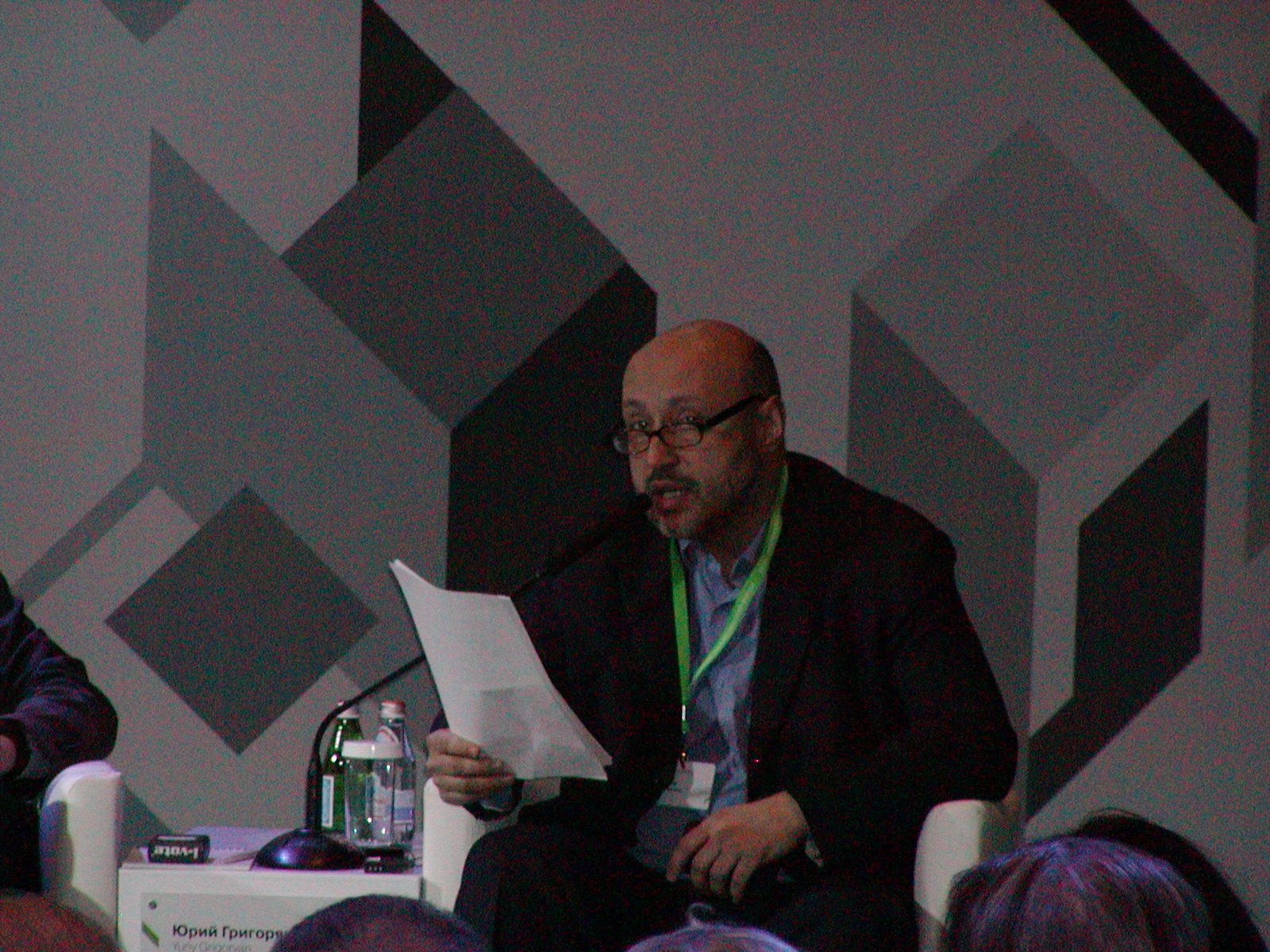
Yuri Grigoryan au 2e Forum urbain de Moscou le 4 décembre 2012

Le Forum urbain de Moscou (Moscow Urban Forum, MUF) est un forum international sur les problèmes de l'urbanisation se tenant à Moscou chaque année sous les auspices du gouvernement de Moscou. La première a eu lieu du 7 au 9 décembre 2011, la deuxième les 4 et 5 décembre 2012 et la troisième les 5 et 6 décembre 2013. MUF sert de plate-forme pour un dialogue ouvert entre les représentants du gouvernement, les responsables des organisations architecturales et urbanistiques, le secteur de l'immobilier, les citoyens de Moscou et d'éminents experts russes et étrangers de la planification urbaine. L'Urban Land Institute est le partenaire international de MUF.